# 1,3-Butadien
1,3-Butadien (buta-1,3-dien, CH2=(CH)2=CH2) – organiczny związek chemiczny, węglowodór nienasycony z grupy dienów sprzężonych. Wchodzi w skład gazu węglowego. Działa rakotwórczo i mutagennie.
Jego izomerem funkcyjnym jest 1,2-butadien.

## Otrzymywanie
Otrzymywany z acetylenu, bądź wskutek katalitycznego odwodornienia butanu lub butenu (but-1-enu).

## Właściwości
Ulega polimeryzacji i kopolimeryzacji tworząc polibutadien.

## Zastosowanie
Polimery 1,3-butadienu stosuje się w produkcji syntetycznego kauczuku (tzw. kauczuk butadienowy).

## Historia
Po raz pierwszy butadien został wyizolowany z ropy naftowej przez brytyjskiego chemika Henry’ego Edwarda Armstronga w roku 1886. Odkrycie to nie miało większej użyteczności do czasu opracowania metody jego polimeryzacji i produkcji kauczuku syntetycznego przez Siergieja Lebiediewa w roku 1910.